# Шотландський капелюх
Шотландський перець (також відомий як перець Бонні або карибський червоний перець) — це різновид перцю чилі, названого за його передбачувану схожість із шотландським там о'шантер бонне. Він повсюдно поширений у Західній Африці, а також у Карибському басейні. Як і близький до нього хабанеро, шотландський капелюх мають тепловий рейтинг 100 000—350 000 одиниць Сковілла. Для порівняння, більшість перців халапеньйо мають теплоту від 2500 до 8000 за шкалою Сковілла. Однак на деяких островах Карибського басейну вирощують абсолютно солодкі сорти шотландського бонне, які називають перцем качуча.
Шотландський капелюх використовуються для ароматизації багатьох страв і кухонь у всьому світі й часто використовуються в гострих соусах і приправах. Шотландський капелюх має більш солодкий смак і щільнішу форму, що відрізняється від свого родича хабанеро, з яким його часто плутають, і надає стравам із свинини та курки та іншим карибським стравам неповторний смак. Скотч-боннет здебільшого використовується в Західній Африці, Західній Індії, Шрі-Ланці та Мальдівах, а також у перцевих соусах, хоча вони часто з'являються в інших рецептах Карибського басейну. Він також використовується в Нікарагуа, Коста-Риці та Панамі для приготування страв у карибському стилі, таких як рис та горох, рондон, соус, яловичі котлети та севіче.
Свіжі, стиглі шотландські капелюхи можуть змінюватися від зеленого до жовтого, червоно-червоного; деякі сорти цього перцю можуть дозрівати до оранжевого, жовтого, персикового або навіть шоколадно-коричневого кольору.

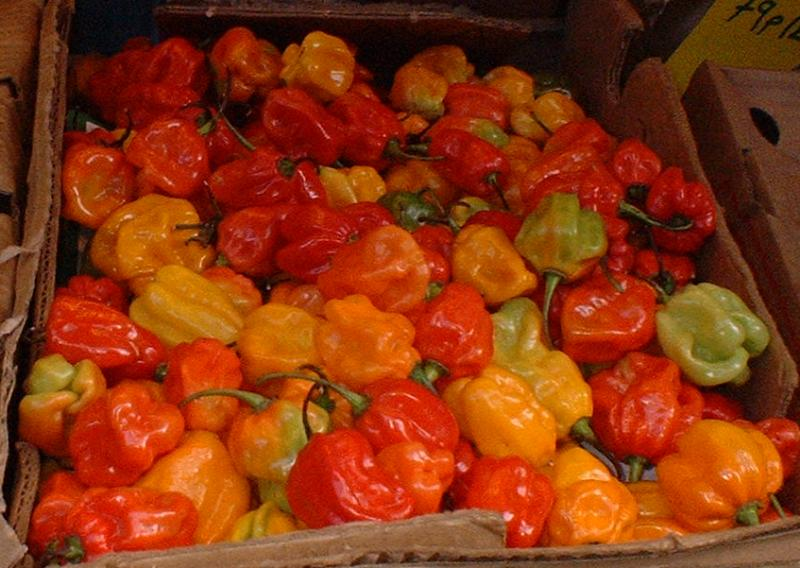
Шотландський капелюшковий перець на карибському ринку
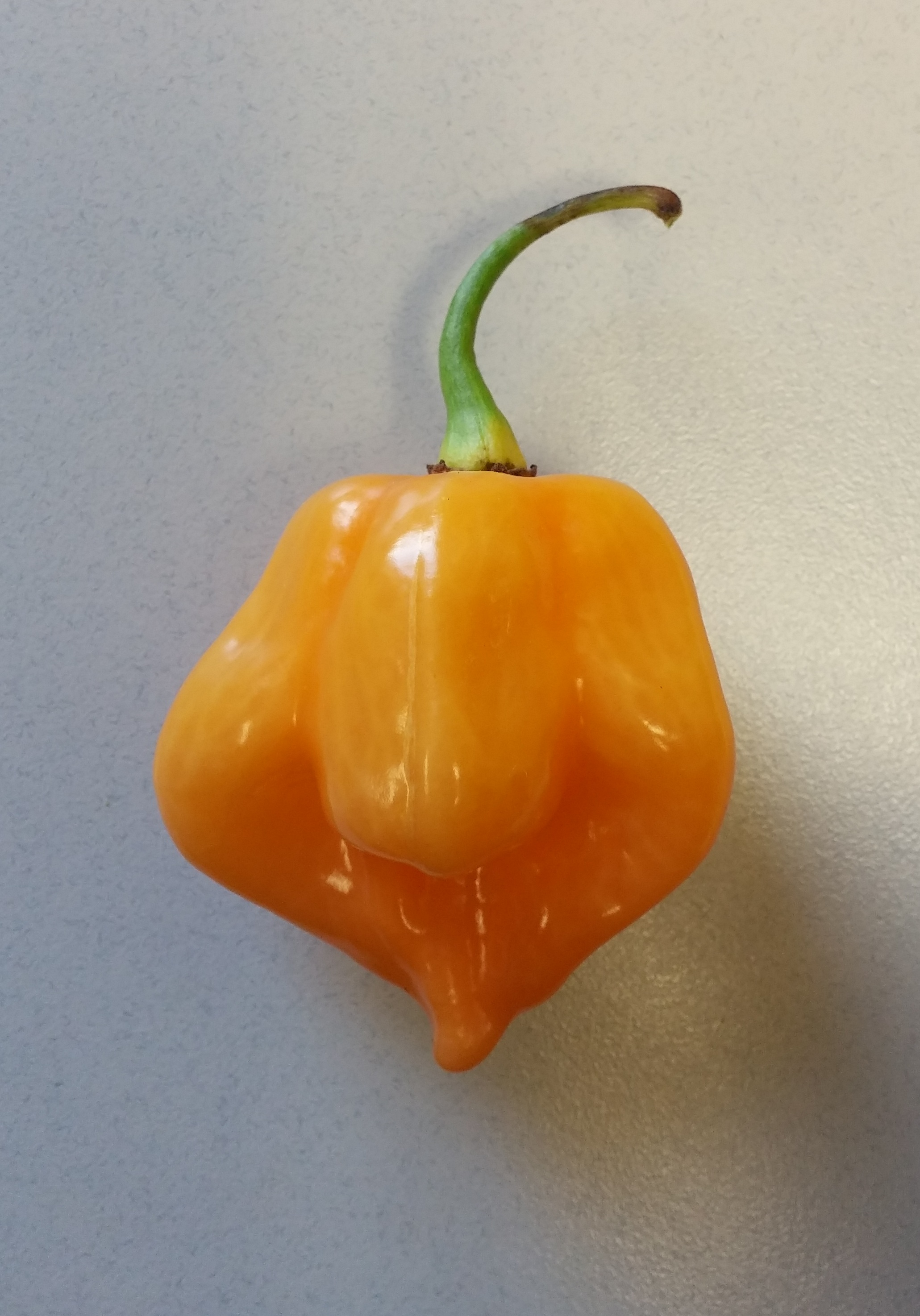
Один стиглий шотландський перець